# Legitimidade
Legitimidade é um termo utilizado em Teoria Geral do Direito, em Ciência Política e em Filosofia Política que define a qualidade de uma norma (em Teoria Geral do Direito) ou de um governo (Teoria Geral do Estado) ser conforme a um mandato legal, à Justiça, à Razão ou a qualquer outro mandato ético-legal. Em outras palavras, a legitimidade é o critério utilizado para se verificar se determinada norma se adequa ao sistema jurídico ao qual se alega que esta faz parte.
Em Ciência Política é o conceito com o qual se julga a capacidade de um determinado poder para conseguir obediência sem necessidade de recorrer à coerção, que supõe a ameaça da força, de tal forma que um Estado é legítimo se existe um consenso entre os membros da comunidade política para aceitar a autoridade vigente. 
Em Teoria do Direito, especialmente em sua linguagem, existe certa confusão entre os termos legitimidade e legalidade. Ambos são utilizados para determinar a conformidade de determinadas atividades com normas vigentes do ordenamento jurídico. Não obstante, pode-se diferenciá-los na medida em que o primeiro se relaciona com o critério que permite ao executor da atividade afirmar que está conforme a lei, e, portanto, poder criar aquela obrigação aos outros. Neste sentido, a legalidade torna-se pressuposto da legitimidade uma vez que é necessário que o ator esteja executando uma atividade conforme a lei para que se possa verificar a existência da legitimidade.
A ideia de legitimidade ganhou relevância nos estudos do sociólogo alemão Max Weber. O esforço empreendido por Max Weber para analisar legitimidade deve ser entendido como a busca pra responder a tradicional questão de "qual a última razão pela qual, em toda a sociedade estável e organizada, há governantes e governados; e a relação entre uns e outros se estabelece como uma relação entre o direito, por parte dos primeiros, de comandar, e o dever, por partes dos segundos de obedecer” .
O conceito de legitimidade de Weber teria a função de diferenciar os tipos puros de dominação. Sob esta lógica, este conceitua tal termo como "a probabilidade (de uma dominação) ser tratada praticamente como tal e mantida em proporção importante”. 
Segundo Weber haveria três possíveis fundamentos para a legitimidade da dominação política: crença na tradição, fundamento carismático e fundamento racional baseado na legalidade. O último seria o que justificaria a dominação do direito nas sociedades jurídicas modernas.
Na perspectiva da dominação pelo direito positivo, seria a crença na legalidade - esta, por sua vez, vinculada ao procedimento de produção e modificação do direito - que justificaria esta dominação. Nas palavras de Cella “Portanto, em última análise, a pedra fundamental da legitimidade do edifício jurídico moderno, no pensamento weberiano, passa a ser a crença em um determinado procedimento que permita a identificação do direito."
Assim, Weber justifica o direito como área autônoma devido ao fato de que é o próprio quem estabelece as regras que justificam sua existência e dominação.
A ideia de Weber foi adotada, em maior ou menos medida, por diversos autores que o sucederam. De forma ilustrativa de duas ideias distintas de legitimidade é possível apresentar o entendimento de Hans Kelsen e Jurgen Habermas.
KELSEN define o princípio da legitimidade como o “... princípio de que a norma de uma ordem jurídica é válida até a sua validade terminar por um modo determinado através desta mesma ordem jurídica, ou até ser substituída pela validade de uma outra norma desta ordem jurídica...”
Neste sentido, Kelsen se distancia de Weber na medida em que legitimidade e legalidade se confundem. Todas as normas que cumprirem o procedimento determinado pelo ordenamento jurídico são legais e legítimas.
Confrontado com o problema da revolução e de entender o fundamento da norma fundamental, KELSEN acrescenta um novo elemento que limita a legitimidade, a efetividade. Não bastaria, portanto que a legalidade/legitimidade estivesse presente seria também necessária a efetividade do governo.
Habermas, por outro lado, apresenta uma visão diferente de qual seria o critério para se assegurar a legitimidade de uma norma. Primeiramente ele refuta a relação intensa entre legalidade e legitimidade exposta por Kelsen e Weber afirmando que  “A fé na legalidade só pode criar legitimidade se se supõe de antemão a legitimidade da ordem jurídica que determina o que é legal”
Assim, Habermas busca outro fundamento para tal legitimidade e afirma que este fundamento seria a existência de uma moral convencional que, por determinar normas prévias, gerais e vinculantes para todos, possibilitam o surgimento de um poder político que possa justificar a sua autoridade coercitiva. Assim, a fundamentação da autoridade do direito se daria devido a este entrelaçamento entre direito e moral. Nas palavras do autor “... aquele momento de incondicionalidade que inclusive no Direito moderno constitui um contrapeso à instrumentalização política do meio que é o Direito, deve-se ao entrelaçamento da política e do Direito com a moral”. 